# Платт (округ, Вайомінг)
Шаблон:StateAbbr_ 42°08′ пн. ш. 104°58′ зх. д. / 42.13° пн. ш. 104.96° зх. д.
 Платт  (англ. Platte County) — округ (графство) у штаті Вайомінг. Ідентифікатор округу 56031.

## Історія
Округ утворений 1913 року.

## Демографія
За даними перепису
2000 року
загальне населення округу становило 8807 осіб, зокрема міського населення було 3494, а сільського 5313.
Серед них чоловіків було 4346, а жінок 4461. В окрузі було 3625 домогосподарств, 2495 родин, які мешкали в 4528 будинках.
Середній розмір родини становив 2,92.
Віковий розподіл населення поданий у таблиці:
| Стать    | До 15 років | 15-21 | 22-29 | 30-39 | 40-49 | 50-65 | 65-85 | Понад 85 |
| -------- | ----------- | ----- | ----- | ----- | ----- | ----- | ----- | -------- |
| Чоловіки | 887         | 439   | 297   | 491   | 705   | 859   | 610   | 58       |
| Жінки    | 864         | 416   | 308   | 548   | 720   | 815   | 651   | 139      |

## Суміжні округи
- Найобрара — північний схід
- Ґошен — схід
- Ларамі — південь
- Олбані — захід
- Конверс — північний захід

## Виноски
1. ↑  US Decennial Census. US Census Bureau. Процитовано 18 серпня 2015.
2. ↑  Historical Decennial Census Population for Wyoming Counties, Cities, and Towns. Wyoming Department of Administration & Information, Division of Economic Analysis. Процитовано 25 січня 2014.
3. ↑  State & County QuickFacts. US Census Bureau. Архів оригіналу за 6 червня 2011. Процитовано 25 січня 2014.(англ.) Наведено за англійською вікіпедією.
4. ↑  American FactFinder. Бюро перепису населення США. Архів оригіналу за 26 лютого 2012. Процитовано 31 січня 2008.

| США | Це незавершена стаття з географії США. Ви можете допомогти проєкту, виправивши або дописавши її. |